# Comunità ebraica di Martina Franca
Un ristretto gruppo di Ebrei convertiti al cristianesimo è attestato fino al 1495. Le origini della comunità ebraica di Martina Franca risalgono probabilmente agli Ebrei franco-provenzali espulsi dalla Francia nel 1306  quando nel borgo fortificato angioino confluirono etnie diverse. Nel 1467 sono anche attestati a Martina dei cristiani novelli con altri usciti da Castellaneta.
Il 22 luglio 1467 i neofiti cristiani di Martina, insieme a quelli di Ostuni ottennero l'amnistia generale e la franchigia dalle imposte fiscali. I nuovi cristiani di Martina Franca subirono una violenta ondata di intolleranza da parte degli abitanti di Martina che li defraudano dei loro beni. Il 5 ottobre 1495 l'Università di Martina inoltrò una supplica al re Federico d'Aragona di proibire ai "cristiani novelli", ebrei convertiti con la forza al cristianesimo, di sporgere denuncia nei confronti dei cittadini di Martina che li avevano saccheggiati e vietò loro sempre su richiesta dei martinesi di vivere in città .
(Isidoro Chirulli, Istoria cronologica della Franca Martina, cogli avvenimenti più notabili del regno di Napoli)